# Dinan
Dinan é uma comuna francesa na região administrativa da Bretanha, no departamento Côtes-d'Armor. Estende-se por uma área de 3,98 km². Em 2010 a comuna tinha 14 867 habitantes (densidade: 3 735,4 hab./km²).912 hab/km².